# اسپیرولینا

## مقدمه
اسپیرولینا (به انگلیسی: Spirulina) گونه‌ای جلبک سبز-آبی از شاخه سیانوباکترها است. اسپیرولینا شامل سه گونه Arthrospira maxima و Arthrospira plantensis و Arthrospira fusiformis است. این جلبک در آب‌های شیرین رشد می کند و در واقع در راسته جلبک های آب شیرین قرار می گیرد.اسپیرولینا بیشتر در آفریقا، آسیا، آمریکای جنوبی و آمریکای مرکزی یافت و تولید شده و می‌تواند غذای جانوران یا انسان باشد. امروزه اسپیرولینا بیشتر به عنوان مکمل غذایی در صنعت داروسازی (به شکل قرص یا پودر) به کار می‌رود. همچنین در صنایع آبزی پروری، آکواریوم و ماکیان نیز از آن استفاده می‌شود. این جلبک به‌طور طبیعی در بسیاری از دریاچه‌ها رشد می‌کند اما برای تولید مصنوعی جلبک اسپیرولینا نیز فعالیت‌های فراوانی صورت می‌پذیرد. در بسیاری از نقاط جهان شرکت‌هایی مشغول تولید و عرضه این جلبک سبز آبی برای مصارف انسانی و دامی هستند.
اسپیرولینا سیانوباکتری‌های رشته‌ای و معلق در آب بوده و ساختاری استوانه ای و مارپیچ دارند. رشد اسپیرولینا در پی‌اچ ۸/۵ و بالاتر و دمایی حدود ۳۰ درجه سانتی گراد صورت می‌گیرد. این موجود زنده اتوتروف یا خودپرورده بوده و بدون نیاز به کربن آلی و سایر موجودات زنده غذای خود را می‌سازد. جهت رشد و پرورش اسپیرولینا باید موادی مانند نیترات پتاسیم، بی کربنات سدیم، فسفات پتاسیم، نمک دریایی و سولفات آهن به آب افزوده شود.

## ترکیبات جلبک اسپیرولینا
اسپیرولینای خشک شده سرشار از پروتئین است و بین۵۱ تا ۷۰ درصد پروتئین دارد. این محصول همچنین شامل ۲۴ درصد کربوهیدرات، ۸ درصد چربی و ۵ درصد آب به همراه انواع مختلفی از ویتامین‌ها و مواد معدنی است.
اسپیرولینا علاوه بر ترکیبات پایه ای ( پروتیین ، کربوهیدرات و لیپید) دارای ویتامین‌ های گروه B، E، A و C، عناصر معدنی و مولکول های زیست فعال نظیر آلکالویید ها، ترپنوئید ها، فلاونوئید ها ، فنول ها و … می باشد.
همچنین این عصاره های استخراج شده از اسپیرولینا سرشار از رنگدانه های طبیعی نظیر: کلروفیل ، فایکوسیانین ، آلوفایکوسیانین ، فایکواریترین ، کارتنویید ، بتاکاروتن ، گزانتوفیل ، زآگزانتین و آستاگزانتین هستند.
گفته می شود که ناسا جلبک اسپرولینا را در برنامه غذایی فضانوردان وارد کرده است تا در طول دوره ی ماموریت های فضایی مصرف کنند. همچنین توسط ورزشکاران در طول مسابقات مصرف می شود، چون باعث کارایی آن ها شده و باعث می شود بدن آن ها در کوتاه مدت احیا و تقویت شود.

## فواید جلبک اسپیرولینا
جلبک اسپیرولینا فواید شگفت انگیزی دارد که از جمله آن ها می توان به کاهش وزن، جوانسازی پوست، تقویت سیستم ایمنی، سلامتی قلب و عروق و کنترل دیابت اشاره کرد.